# Agorà

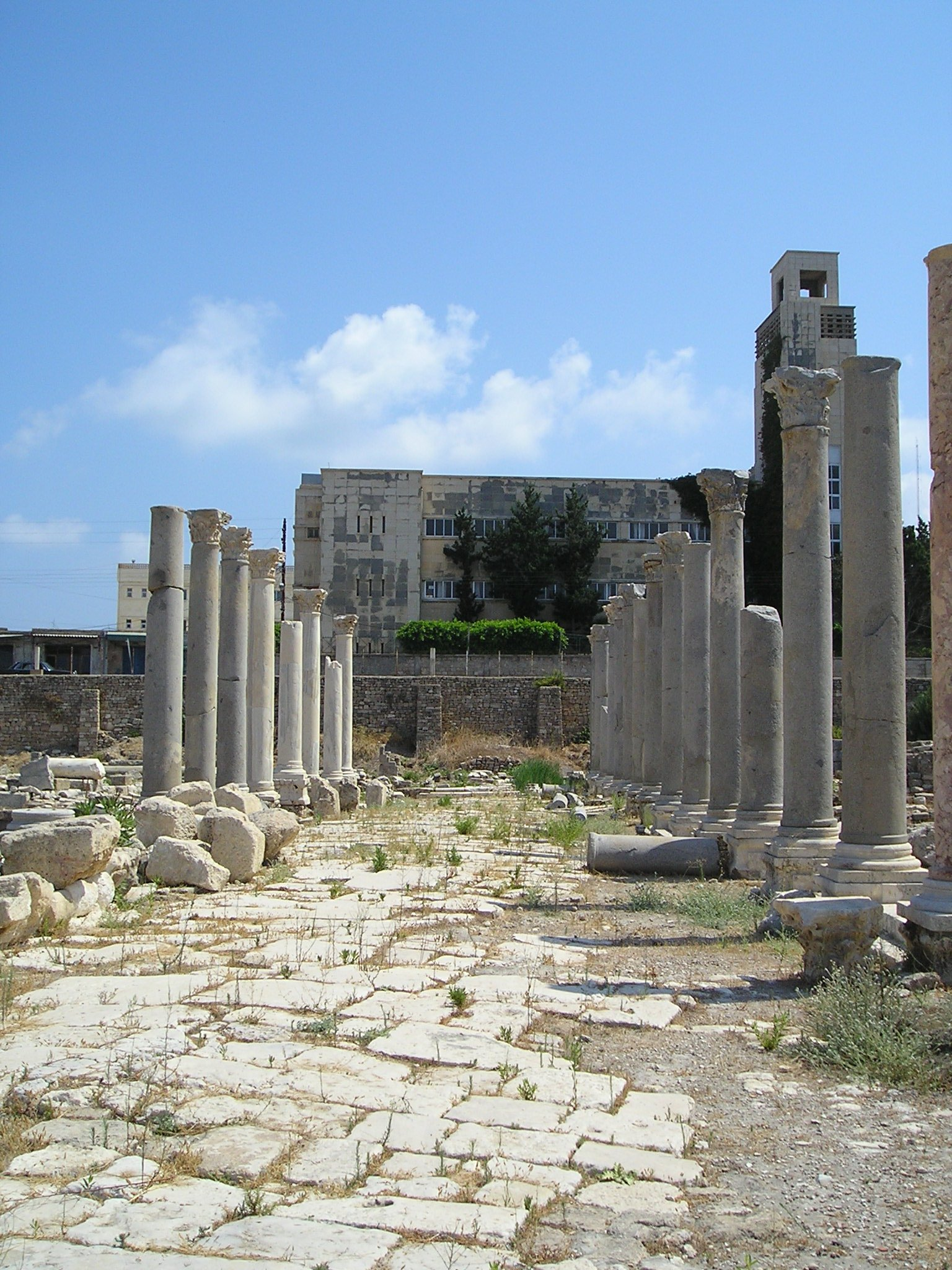
Agorà di Tiro

Agorà (in greco antico: ἀγορά?, da ἀγείρω = raccolgo, raduno) è il termine con il quale nell'antica Grecia si indicava la piazza principale della polis.

## Storia
Qualche precedente storico si può far risalire alle piazze minoiche, a Creta, luogo nel quale sono stati rintracciati le prime agorai. Ad Argo il primitivo impianto dell’agorà era ai piedi della Larissa, sui resti di un piccolo abitato geometrico affiancato da una necropoli, "la cui datazione sembra risalire al pieno VI sec. a.C.": in effetti, gli agorai arcaici furono strettamente associati a santuari religiosi e ad attività di intrattenimento, quali feste, giochi e teatro.
Con l'andare del tempo l'agorà divenne il centro della polis sia dal punto di vista economico e commerciale (in quanto sede del mercato) che dal punto di vista religioso, poiché vi si trovavano i luoghi di culto del fondatore della città o della divinità protettrice, oltreché politico, in quanto era il luogo della democrazia per antonomasia, dato che era sede delle assemblee dei cittadini che vi si riunivano per discutere i problemi della comunità e decidere collegialmente sulle leggi, ma era contemporaneamente il luogo del mercato e il centro economico e politico, e perciò vi sorgevano gli edifici pubblici, gli uffici, i teatri. L'agorà fu un'autentica invenzione urbanistica, che non trovò riscontro né nei centri del vicino Oriente né in quelli micenei.
Questa innovazione fu inserita grazie alle grandi modifiche urbanistiche iniziate durante l'età di Pericle intorno al V secolo a.C., che con il tempo, durante l'età ellenistica portarono a tre tipologie principali di agorà: quella mercantile, nelle città marinare, in stretta connessioni ai porti, quella commerciale, per la quale l'agorà era situata presso le porte della città, e quella politico-religiosa che prevedeva una collocazione nel centro della città.

Nello stesso periodo storico, le agorà vennero delimitate da portici (stoài) e si appoggiavano spesso ad una via di transito principale. Non mancarono esempi di agorai con terrazzamenti e con portici situati su più piani. Durante l'ellenismo venne svolto un lavoro di riordino dei vari monumenti, costruzioni, are, statue, che nei periodi precedenti avevano finito per collocarsi disordinatamente nella piazza, anche se i greci, diversamente dagli antichi romani, non perseguirono l'assialità, la frontalità e la simmetria dal punto di vista urbanistico e quindi le agorà non furono mai subordinate ad una costruzione principale.

## Funzioni
Nell'agorà, dunque, si mantenevano o si creavano numerose relazioni interpersonali e vi si prendevano numerose decisioni, da cui però venivano escluse le donne.
Essendo il cuore pulsante di ogni attività era situata nella città, la città bassa; la sua funzione politica venne acquisita quando, terminata l'epoca micenea che vedeva un re al comando, le istituzioni furono spostate appunto nella città bassa, mentre precedentemente si trovavano nel palazzo reale situato sull'acropoli.
Nella polis tutti coloro che possedevano la qualifica di cittadini avevano gli stessi diritti e gli stessi doveri: si riunivano in assemblea ed eleggevano i magistrati, cioè gli esecutori del volere collettivo.
Le poleis erano principalmente delle città-Stato. Famosi filosofi greci dicevano che la polis di Atene era un luogo con case, mercati, templi e teatri, ma che erano gli ateniesi a fare la polis.
Dopo la Guerra del Peloponneso l'agorà e l'acropoli erano collegate da una lunga cinta muraria che le difendeva da attacchi esterni.

## Termini derivati
- La parola agorafobia, paura degli spazi aperti, deriva appunto dall'agorà greca nella sua funzione di piazza aperta e frequentata dal popolo.
- La filosofia politica anarchica dell'Agorismo prende spunto dal nome dell'antica piazza principale della polis stessa, intesa come luogo di libero mercato e libero scambio di idee e argomenti, per codificare un particolare scenario socio politico legato alla tesi del Libertarismo.